# La Roche-Maurice
La Roche-Maurice è un comune francese di 1 946 abitanti situato nel dipartimento del Finistère nella regione della Bretagna.

## Società

### Evoluzione demografica
Abitanti censiti